# Tyrannochthonius felix
Tyrannochthonius felix és una espècie d'aràcnid de l'ordre Pseudoscorpionida de la família Chthoniidae. Es troba de forma endèmica a Alabama (Estats Units).